# Свети Йоан Предтеча (Никищан)
„Свети Йоан Предтеча“ (на гръцки: Ιερά Μονή Τιμίου Προδρόμου) е православен мъжки манастир край правищкото село Никищан (Никсияни), Егейска Македония, Гърция, част от Елевтеруполската митрополия на Вселенската патриаршия, управлявана от Църквата на Гърция.
Манастирът е разположен на километър северно от селото, в подножието на Кушница. Югозападно е манастирът „Свети Димитър“, а северозападно „Света Богородица Икосифиниса“. Първата църква „Свети Йоан Предтеча“ на мястото на манастира е изградена от жителите на Никищан в началото на XX век. В 1971 година нникищанци решават да разширят храма. Първата килия е иградена от митрополит Амвросий Елевтеруполски в 1975 година. Манастирът официално е основан в 1992 година. Основният ктитор е митрополит Евдоким Елевтеруполски, който изгражда манастира в сегашния му вид, като добавя конаците, трапезарията и другите сгради в комплекса. Манастирът празнува на Секновение на 29 август, когато става голям събор. Манастирът има мощи на Свети Спиридон, Свети Стефан, Свети Пантелеймон, Свети Алексий, Свети Арений Кападокийски и Свети Максим.